# Gelenktriebwagen NGT D8DD
Der Gelenktriebwagen NGT D8DD (Niederflurgelenktriebwagen Drehgestell mit 8 Achsen, Typ Dresden) ist ein Fahrzeugtyp bei der Straßenbahn Dresden. Die Einheiten gehören zur zweiten Generation der Niederflurwagen in Dresden. Die Triebwagen erhielten die Nummernreihe 2601 bis 2640, sie wurden von 2006 bis 2009 bei Bombardier Transportation im Werk Bautzen hergestellt. Wie die Gelenktriebwagen NGT D12DD gehören die Wagen zur Produktserie Flexity Classic.
Die Dresdner Verkehrsbetriebe bestellten ursprünglich 20 Triebwagen dieses Typs (Nummern 2601–2620), später wurde die Bestellung um weitere 20 Wagen aufgestockt (Nummern 2621–2640), wobei die nachbestellten Wagen eine geänderte Bestuhlung im Bereich der Drehgestelle aufweisen. Ab April 2006 wurde der erste NGT D8DD vom Betriebshof Trachenberge aus intensiven Testfahrten unterzogen und wird seit dem 1. September 2006 im Liniendienst eingesetzt. Im Juni 2009 wurden die letzten der 40 Wagen in Dienst gestellt.

## Aufbau und Ausstattung
Die Wagen sind 30,04 Meter lang. Sie bestehen aus drei Fahrzeugmodulen, die denen vom Typ NGT D12DD ähneln. Das erste und letzte Modul laufen auf je zwei Drehgestellen und sind jeweils mit einer elektromechanisch betriebenen Doppelaußenschwenkschiebetür ausgestattet. Verbunden sind sie mit einem laufwerkslosen Zwischenmodul (Sänfte), das über zwei Türen verfügt.
Die Einheiten laufen auf vier Drehgestellen, von diesen sind drei Triebdrehgestelle mit je zwei Fahrmotoren und einer Leistung von 2 × 85 kW. Das vierte Drehgestell ist ein Laufdrehgestell. Die Triebwagen verfügen über das kleinste und damit beste Leistungsgewicht aller Straßenbahnwagen in Dresden.
Seit Frühjahr 2025 werden die NGT D8DD mit vollständiger LED-Beleuchtung ausgestattet. Sie gleicht der der NGT DXDD. Der Wagen 2639 wurde als erster umgebaut. Die Testfahrzeuge waren die beiden Wagen 2601 und 2621 (ex Weihnachtsstraßenbahn). Mit den laufenden Hauptuntersuchungen wird diese Umrüstung Anfang 2031 abgeschlossen sein. Der Wagen 2619 wird voraussichtlich der letzte sein.
Alle Fahrzeuge dieses Typs verfügen über Rollstuhlrampen, Monitore zur Fahrgastinformation sowie Videoüberwachungskameras im Fahrgastbereich.
Mit den 69 (erste Lieferserie) bzw. 73 (zweite Lieferserie) Sitz- und 103 Stehplätzen können insgesamt 172 bzw. 176 Fahrgäste befördert werden. Damit haben die Wagen dieser Bauart die geringste Beförderungskapazität aller Dresdner Niederflurwagen.

## Einsatz
Die NGT D8DD werden auf Linien mit geringerem Fahrgastaufkommen eingesetzt, hauptsächlich auf den Dresdner Straßenbahnlinien 4, 8, 10, 12 und 13 sowie teilweise auf der Linie 1. Es kam und kommt auch zu Einsätzen auf der Linie 6.

## Namensgebung
Zwölf Wagen erhielten Namen. Sie sind zum Großteil nach Partnerstädten Dresdens benannt:
- 2601: Partnerstadt Columbus/Ohio
- 2605: Partnerstadt Breslau – Wroclaw
- 2606: Partnerstadt Ostrava
- 2607: Partnerstadt Hangzhou
- 2608: Partnerstadt Skopje
- 2610: Stadt Prag
- 2613: Partnerstadt Brazzaville
- 2614: Partnerstadt Salzburg
- 2615: Partnerstadt Freie und Hansestadt Hamburg
- 2616: Partnerstadt St. Petersburg
- 2624: Partnerstadt Straßburg
- 2625: Partnerstadt Florenz
- 2630: Partnerstadt Rotterdam
- 2633: Partnerstadt Coventry